# Bippen
Bippen is een gemeente in de Duitse deelstaat Nedersaksen. De gemeente ligt centraal in de Samtgemeinde Fürstenau in het Landkreis Osnabrück. Bippen telt 2.975 inwoners.

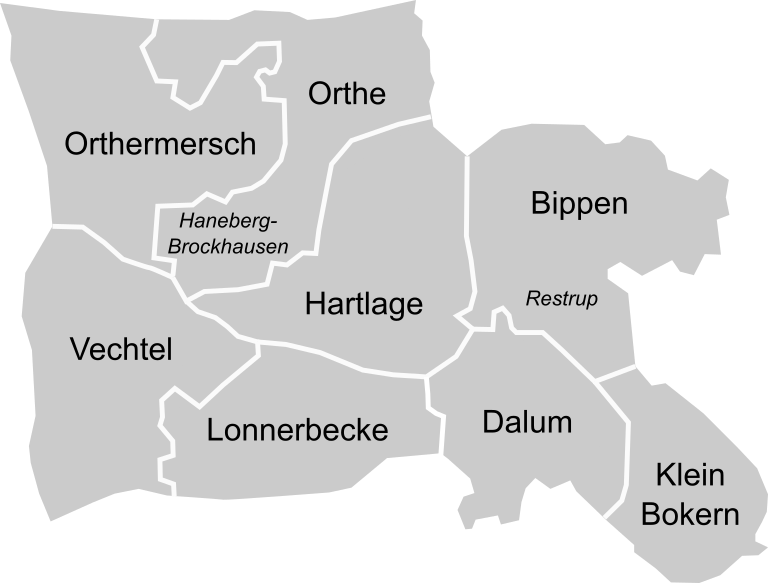
Situering van de meeste Ortsteile van Bippen

De deelgemeente Bippen telde per 31 december 2018 2.949 inwoners, inclusief de gehuchten:
- - Dalum, 4 km ten zuiden van het dorp Bippen en 5 km ten noordoosten van Fürstenau
  - Hartlage-Lulle, 3 km ten westen van het dorp Bippen
  - Klein Bokern, 7 km ten zuidoosten van het dorp Bippen
  - Lonnerbecke, enkele verspreide boerderijen 3 km ten noorden van het stadje Fürstenau
  - Ohrte, 4,5 km ten westnoordwesten van het dorp Bippen
  - Ohrtermersch, 1 km ten westen van Ohrte
  - Vechtel, 7 km ten noordwesten van het stadje Fürstenau, aan de Bundesstraße 402 richting Haselünne
  - Restrup, 1,5 km ten oosten van het dorp Bippen
  - Haneberg-Brockhausen, 5–7 km ten westen van het dorp Bippen

Voor meer informatie wordt verwezen naar het artikel over de Samtgemeinde Fürstenau.

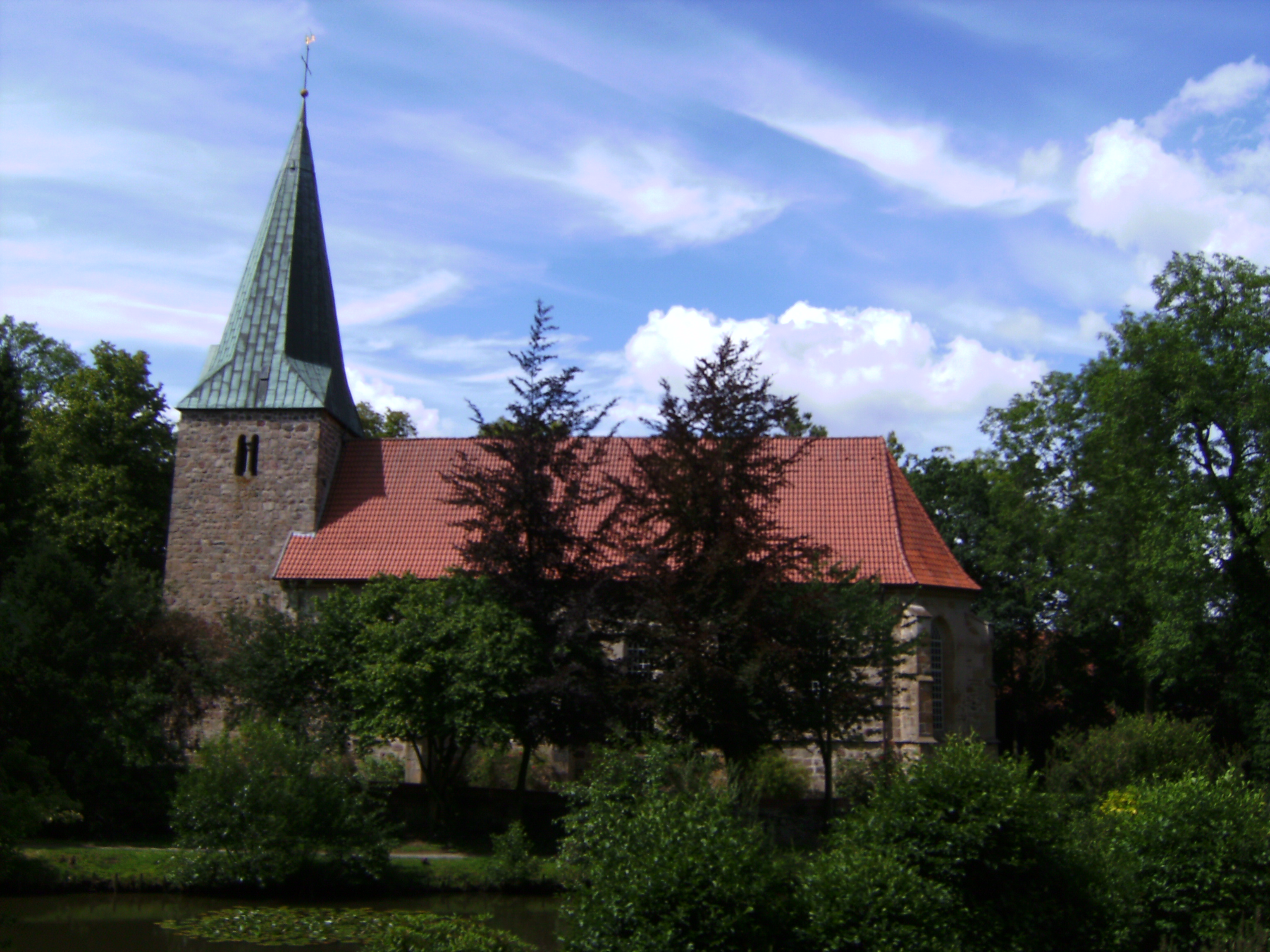
Bippen, Sint-Joriskerk

- Gemeinsame Normdatei: 4330694-9
- Library of Congress Control Number: n93066299
- Nationale Bibliotheek van Israël: 987007533276805171
- Virtual International Authority File: 131498425
- WorldCat: E39PBJt43Cm3gHgTHdW7Jk6tKd

Alfhausen · 
Ankum · 
Bad Essen · 
Bad Iburg · 
Bad Laer · 
Bad Rothenfelde · 
Badbergen · 
Belm · 
Berge · 
Bersenbrück · 
Bippen · 
Bissendorf · 
Bohmte · 
Bramsche · 
Dissen am Teutoburger Wald · 
Eggermühlen · 
Fürstenau · 
Gehrde · 
Georgsmarienhütte · 
Glandorf · 
Hagen am Teutoburger Wald · 
Hasbergen · 
Hilter am Teutoburger Wald · 
Kettenkamp · 
Melle · 
Menslage · 
Merzen · 
Neuenkirchen · 
Nortrup · 
Ostercappeln · 
Quakenbrück · 
Rieste · 
Voltlage · 
Wallenhorst